# 小行星8319
小行星8319（8319 Antiphanes）是一颗绕太阳运转的小行星，为主小行星带小行星。该小行星于1973年9月25日发现。

## 轨道参数
小行星8319的轨道半长轴为3.1890415 UA，离心率为0.173。